# Sân bay Chambéry – Savoie
Sân bay Chambéry – Savoie (tiếng Pháp: Aéroport de Chambéry – Savoie) (IATA: CMF, ICAO: LFLB), cũng gọi là Sân bay Aix les Bains, là một sân bay quốc tế ở gần Chambéry, một commune ở Savoie, Pháp.

## Các hãng hàng không và các tuyến bay
- Astraeus (London-Gatwick, Manchester)
- Flybe (Birmingham, Exeter, Norwich, Southampton)
- Jet2.com (Belfast-International, Edinburgh, Leeds/Bradford)
- Sterling Airlines (Copenhagen, Gothenburg, Oslo, Stockholm-Arlanda)
- S7 (Moscow)